# NGC 5265
NGC 5265 est une galaxie spirale barrée située dans la constellation des Chiens de chasse. Sa vitesse par rapport au fond diffus cosmologique est de 5 930 ± 15 km/s, ce qui correspond à une distance de Hubble de 87,5 ± 6,1 Mpc (∼285 millions d'al). NGC 5265 a été découverte par l'astronome germano-britannique William Herschel en 1785.
La base de données NASA/IPAC classe cette galaxie comme irrégulière, une erreur évidente.
Selon la base de données Simbad, NGC 5265 est une radiogalaxie.